# Asociación Atlética Escuela Superior Madre Celeste
La Asociación Atlética Escuela Superior Madre Celeste, abreviado ESMAC, es una asociación deportiva brasileña de la ciudad de Ananindeua, Pará. Fundado en 1996, disputa sus encuentros en el Estadio Estadual Jornalista Edgar Augusto Proença en Belém.
Su equipo de fútbol femenino es el más reconocido, ostenta seis títulos del Campeonato Paraense y en la temporada 2021 ganó su ascenso al Campeonato Brasileño de Fútbol Femenino, primera división del país.
Desde la temporada 2021, la asociación cuenta con un equipo de fútbol masculino.

## Palmarés
| Competición nacional      | Títulos                            | Subcampeonatos   |
| ------------------------- | ---------------------------------- | ---------------- |
| Campeonato Paraense (6/3) | 2012, 2016, 2017, 2018, 2019, 2020 | 2013, 2014, 2015 |